# Vic Feather
Victor Grayson Hardie Feather, beter bekend als Vic Feather of Baron Feather (Idle, 10 april 1908 – 28 juli 1976) was een algemeen secretaris van de Britse vakbond Trades Union Congress (TUC) en voorzitter van het Europees Verbond van Vakverenigingen (EVV).

## Levensloop
Vic Feather werd geboren in Idle, een dorp nabij Bradford te Yorkshire in 1908, en werd vernoemd naar het socialistische parlementslid Victor Grayson. Hij ging naar de lagere school van Hanson te Bradford. Hij begon te werken op de leeftijd van veertien jaar en sloot zich aan bij de TUC-vakcentrale Shopworkers' Union. Een jaar later werd hij verkozen als vakbondsvertegenwoordiger en op zijn 21ste werd hij voorzitter van die vakcentrale. In 1930 huwde hij Alice Ellison.
In 1937 ging hij in dienst bij de TUC, waar hij tussen 1947 en 1960 assistent-secretaris was. Vervolgens promoveerde hij tot assistent algemeen secretaris ('60 - '69), en ten slotte algemeen-secretaris ('69 - '73). In deze functie leidde hij zijn vakbond in de strijd tegen onder andere de Industrial Relations Act 1971 van het kabinet van Edward Heath en de prijsstijgingen tijdens de oliecrisis van 1973. In 1973 werd hij verkozen tot eerste voorzitter van het EVV en bleef dit tot in 1974.
Op 6 maart 1974 werd hij benoemd tot baron. Twee jaar later, in 1976, stierf hij.
Gerelateerde onderwerpen: Vakbond · Vakcentrale · Syndicalisme · Sociale zekerheid · Arbeid · Werkloosheid